# Baryonyx walkeri
Baryonyx walkeri ("garra pesada de Walker") es la única especie conocida del género extinto Baryonyx de dinosaurio terópodo espinosáurido, que vivió a mediados del período Cretácico, hace aproximadamente entre 130 y 125 millones de años durante el Aptiense, en lo que es hoy Europa. El primer ejemplar fue encontrado en Inglaterra.

## Descripción

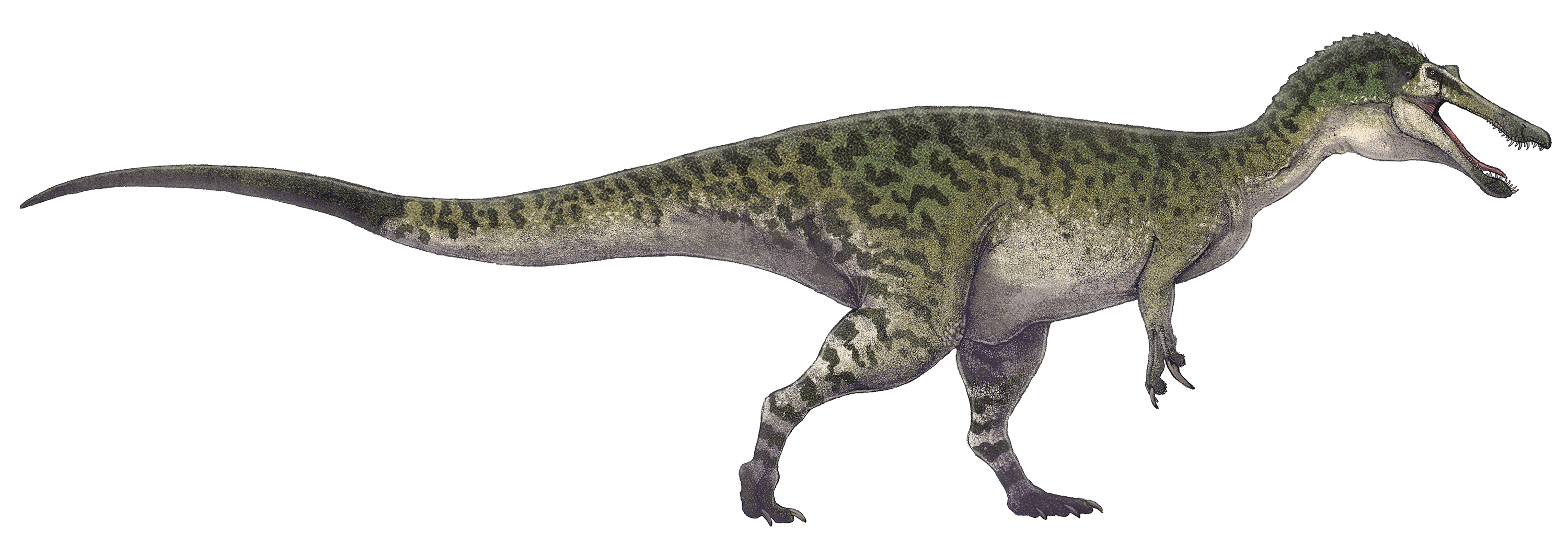
Recreación en vida de Baryonyx.

Baryonyx era un predador de gran tamaño que midió unos 9.75 metros de longitud, 2.55 de altura a la cadera y entre 1.7 y 2.7 toneladas, las dimensiones aproximadas han ido variando desde hace mucho , con la última tecnología se estimaron las anteriores dimensiones. El hecho que los elementos del cráneo y la columna vertebral del espécimen holotipo de B. walkeri, NHM R9951, no parecen haber estado fusionados, lo que sugiere que el individuo no estaba completamente crecido, y el animal maduro pudo haber sido más grande, como sucede en el relacionado Spinosaurus, que alcanzó 15 metros de largo y 10 toneladas. Por otra parte, el esternón fusionado del espécimen indica que puede haber estado bastante madura. El segundo mejor espécimen conservados, ML 1190, era aproximadamente el mismo tamaño que el esqueleto holotipo.
Baryonyx es un terópodo muy inusual. La estructura de su pelvis sugiere que era bípedo cuando se desplazaba de un lugar a otro. Al igual que los dromeosáuridos, Baryonyx tenía un par de grandes garras curvas, de alrededor de 35 centímetros, pero al contrario que éstos, no se situaba en los pies, sino en las manos. La estructura ósea sugiere la existencia de una poderosa musculatura en las extremidades anteriores, mucho mayor que en la mayoría de los terópodos. El largo cuello era muy poco flexible y no tenía la forma en S de muchos otros terópodos. El cráneo se insertaba en un ángulo agudo y no recto, como es común en dinosaurios similares. Las grandes mandíbulas eran singularmente cocodrilianas en aspecto y tenían 96 dientes, el doble que la mayoría de sus parientes. 64 de estos dientes se situaban en la mandíbula inferior y 32, más largos, en la superior. Es posible que el hocico presentase una pequeña cresta. La mandíbula superior tenía un ángulo agudo cerca del hocico, una característica vista en cocodrilos que ayuda a evitar que la presa se escape. Una característica similar también se ve en los alcaudones.

### Cráneo

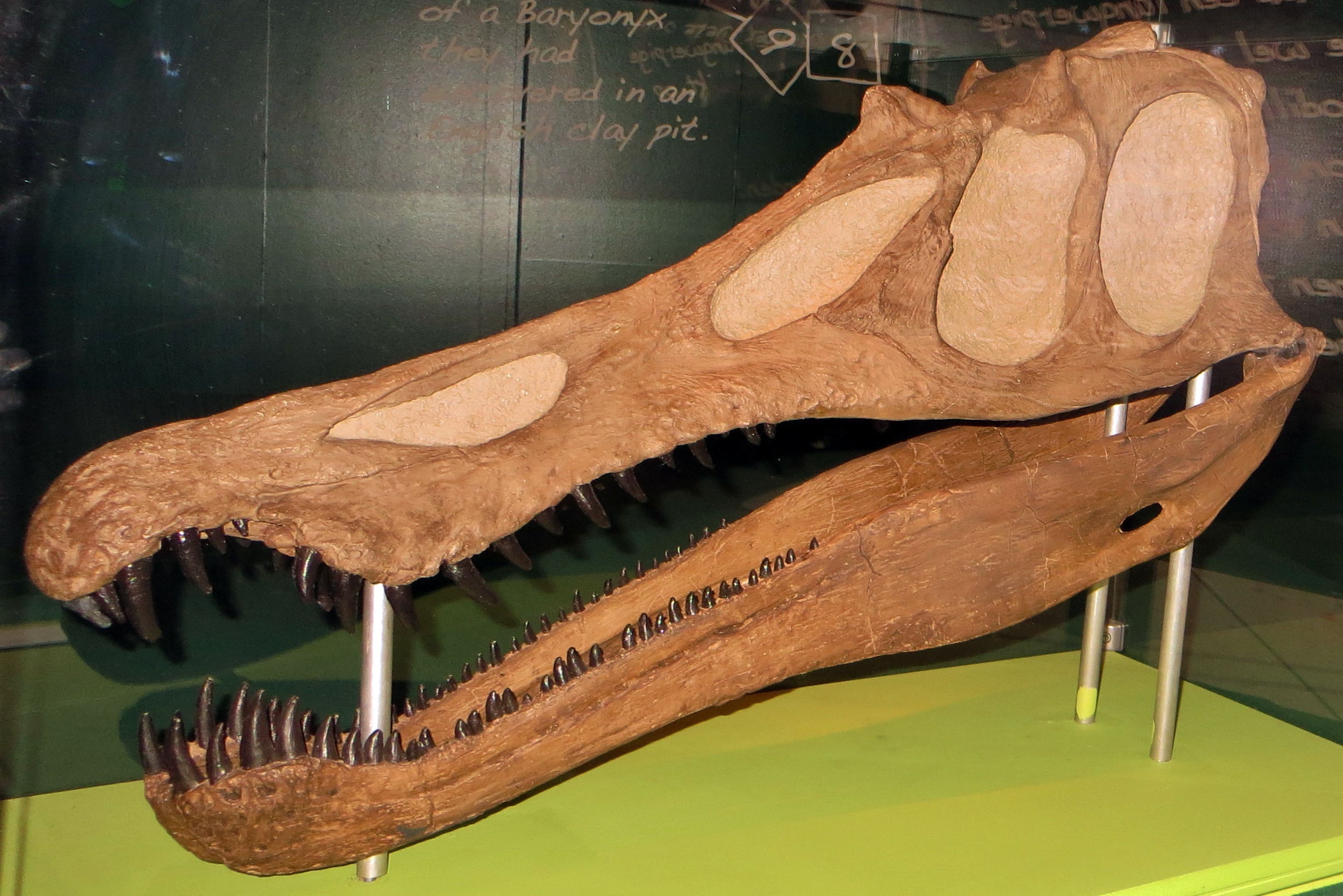
Reconstrucción del cráneo del holotipo, Museon, La Haya.

El cráneo de Baryonyx se conoce de forma incompleta, y gran parte de las porciones medias y traseras no se conservan. La longitud total del cráneo se ha estimado en 950 milímetros, basado en la comparación con la del género relacionado Suchomimus, que es 20% más grande. Es alargado, y la parte delantera los premaxilares de 170 milímetros formaron un largo y bajo hocico con una superficie superior redondeada. Las ventanas de la nariz, lejos de la punta, pasan horizontalmente de un lado del cráneo a la otra. El frente del hocico de 130 milímetros estaba ampliado en forma de espátula, de forma similar al moderno gavial , lo que se llama "hocico en roseta" y el frente del margen inferior de 70 milímetros se curvaba hacia abajo. El hocico era muy estrecho, justo detrás de la roseta. Los maxilar y premaxilar encajan entre sí en una compleja articulación, resultando en una fila de dientes fuertemente curvada. La brecha en la fila es comparable a la de Dilophosaurus. El dentario de 140 milímetros en la mandíbula estaba curvada hacia arriba, hacia esta zona, y la brecha entre la mandíbula superior e inferior se conoce como la muesca subrostral. El hocico tenía pozos extensos, que habrían sido salidas de los vasos sanguíneos y nervios, y el maxilar parece tener alojados senos.
Baryonyx tenía un paladar secundario rudimentario, similar a los cocodrilos, pero a diferencia de la mayoría de los dinosaurios terópodos. Una superficie rugosa sugiere la presencia de una almohadilla córnea en el techo de la boca. Tenía una cresta sagital por encima de los ojos, en la línea media superior de los huesos nasales , que era triangular, estrecha y afilada en el frente. El hueso lagrimal en frente del ojo parece haber formado un núcleo de un cuerno similar al visto, por ejemplo, en Allosaurus. El dentario era muy largo y superficial, con un surco meckeliano prominente. El resto de la mandíbula inferior era frágil. El tercio trasero era mucho más fino que el frente, con una apariencia de hoja. La parte delantera del dentario se curvó hacia fuera para acomodar los dientes delanteros grandes, y esta área formó la parte mandibular de la roseta. El dentario tenía muchos agujeros, que eran pasajes para los nervios y vasos sanguíneos. Se ha sugerido que algunos de los huesos craneales de Baryonyx han sido mal identificados resultando en un occipital demasiado profundo en la reconstrucción y el cráneo fue probablemente tan bajo, largo y estrecho como en su pariente cercano, Suchomimus.

Tamaño de los of espinosáuridos (Baryonyx en amarillo, segundo desde la izquierda) comparado con un humano

La mayoría de los dientes encontrados con el espécimen de holotipo no estaban adheridos al cráneo. Unos pocos permanecieron en la mandíbula superior, y sólo dientes de reemplazo pequeños estaban en la mandíbula inferior. Los dientes tenían la forma de conos recurvados, algo aplanados de lado. Los dientes más grandes eran menos recurvados que los más pequeños, pero similares. Las raíces eran muy largas y los dientes delgados. Las carinas de los dientes estaban finamente dentadas con dentículos en la parte delantera y trasera. Había siete dentículos estrechos y uniformes por milímetro, más que en la mayoría de los terópodos. Algunos de los dientes eran estriados, con seis a ocho crestas a lo largo de la longitud de sus lados internos y el esmalte de grano fino. El lado interno de cada fila de dientes tenía una pared ósea. El número de dientes era grande, Con siete dientes en el premaxilar derecho, otros terópodos tienen de tres a cinco y treinta y dos en el dentario, donde dieciséis son típicos. La mandíbula inferior habría tenido sesenta y cuatro dientes, y la diferencia entre el número de dientes en las mandíbulas superior e inferior es más pronunciada que en otros terópodos. Los dientes en el dentario estaban más densamente empacados que los del maxilar, y probablemente más pequeños. La rosetón terminal en la mandíbula superior tenía trece alvéolos dentales, seis a la izquierda y siete a la derecha. Los primeros cuatro eran grandes, con el segundo y el tercero el más grande, mientras que el cuarto y quinto disminuyó progresivamente en tamaño. El diámetro del más grande era el doble que el más pequeño. Los primeros cuatro alvéolos del dentario, correspondientes a la punta de la mandíbula superior, fueron los más grandes, Con el resto más regular en tamaño. Las placas interdentales estaban entre los alvéolos.

### Esqueleto axial

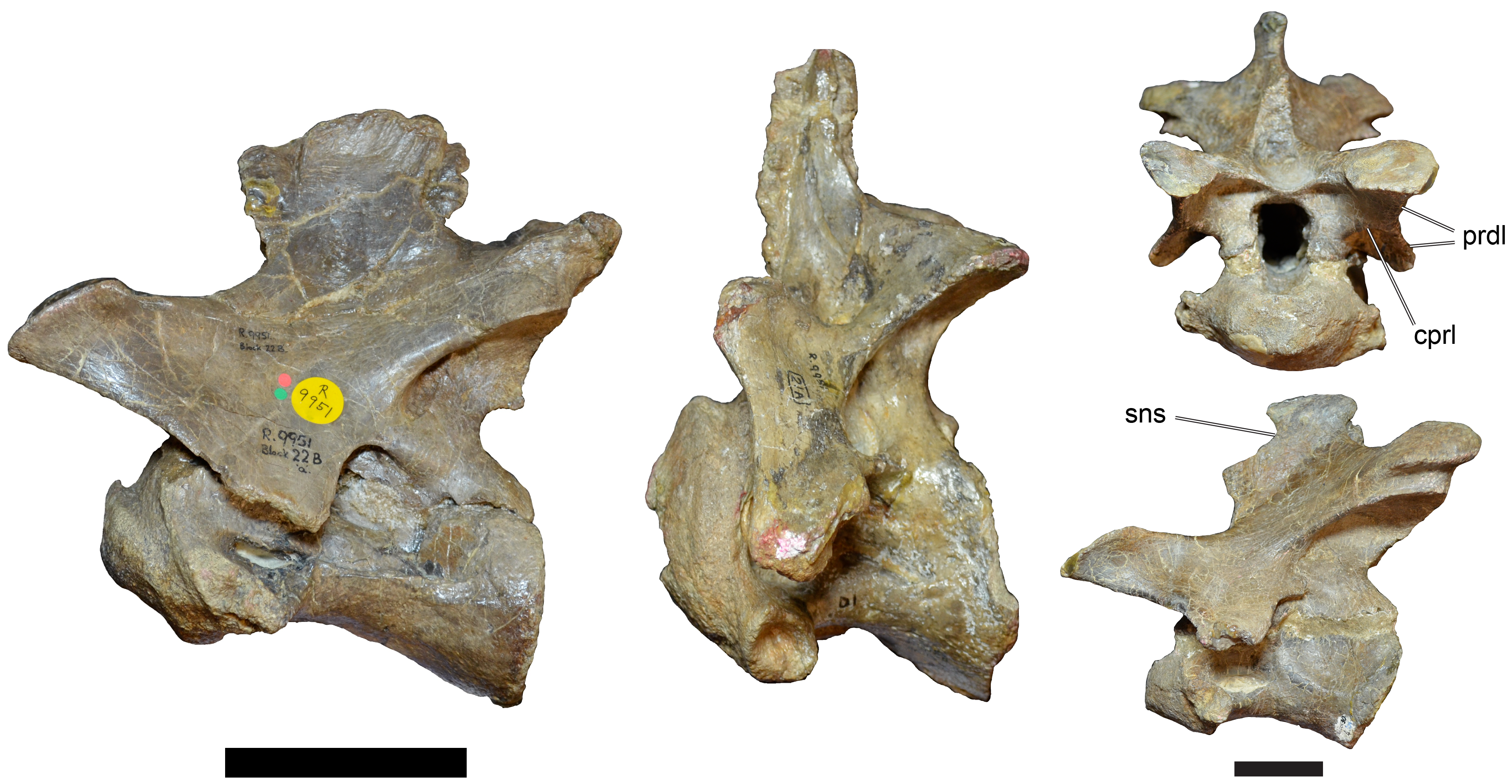
Tres vértebras del cuello del holotipo; la tercera es mostrada en tres ángulos.

El cuello formaba una forma de sigmoidea más recta, con una menor típica forma de S que la observada en otros terópodos. De hecho, al principio se pensaba que el cuello carecía de la forma de S. La forma de las vértebras cervicales indica que se afilan hacia la cabeza y fueron progresivamente más largas de adelante hacia atrás. Las espinas neurales de las vértebras cervicales eran bajas, delgadas, y no siempre estaban suturadas al cuerpos de las vértebras. La vértebra axis, pequeña en relación con el tamaño del cráneo, tenía un hiposfeno bien desarrollado. El cuerpo de las vértebras dorsales eran similares en tamaño. Al igual que otros dinosaurios, Baryonyx redujo su peso con fenestras, aberturas en el hueso, en los arcos neurales y con pleurocoelos, depresiones huecas, en el cuerpo, principalmente cerca de los procesos transversales. Del frente hacia atrás, las espinas neurales de las vértebras dorsales cambiaban de corta y fuerte a alta y ancha.

### Esqueleto apendicular
Las escápulas eran robustas. Los huesos del antebrazo eran cortos en relación con el tamaño del animal, pero anchos y robustos. El húmero era corto y robusto, con sus extremos amplios expandidos y aplanados formando la parte superior de la cresta deltopectoral, la zona de anclaje muscular y porción la inferior para la articulación con el radio y el cúbito. El radio era corto, robusto y recto, y el olécranon del cúbito aparentemente muy potente. La parte inferior del cúbito tenía una amplia expansión. Las manos tenían tres dedos, el primer dedo llevaba una garra grande formada por el hueso ungueal que medía aproximadamente 31 centímetros a lo largo de su curva, que habría sido aún más grande gracias a una vaina de queratina en vida. Aparte de su tamaño, las proporciones de la garra eran bastante típicas de un terópodo. Era bilateralmente simétrica, ligeramente comprimida, suavemente redondeada y puntiaguda. Una ranura para la vaina corría a lo largo de la longitud de la garra. El pie púbico de la pelvis no se expandía.

## Descubrimiento e investigación

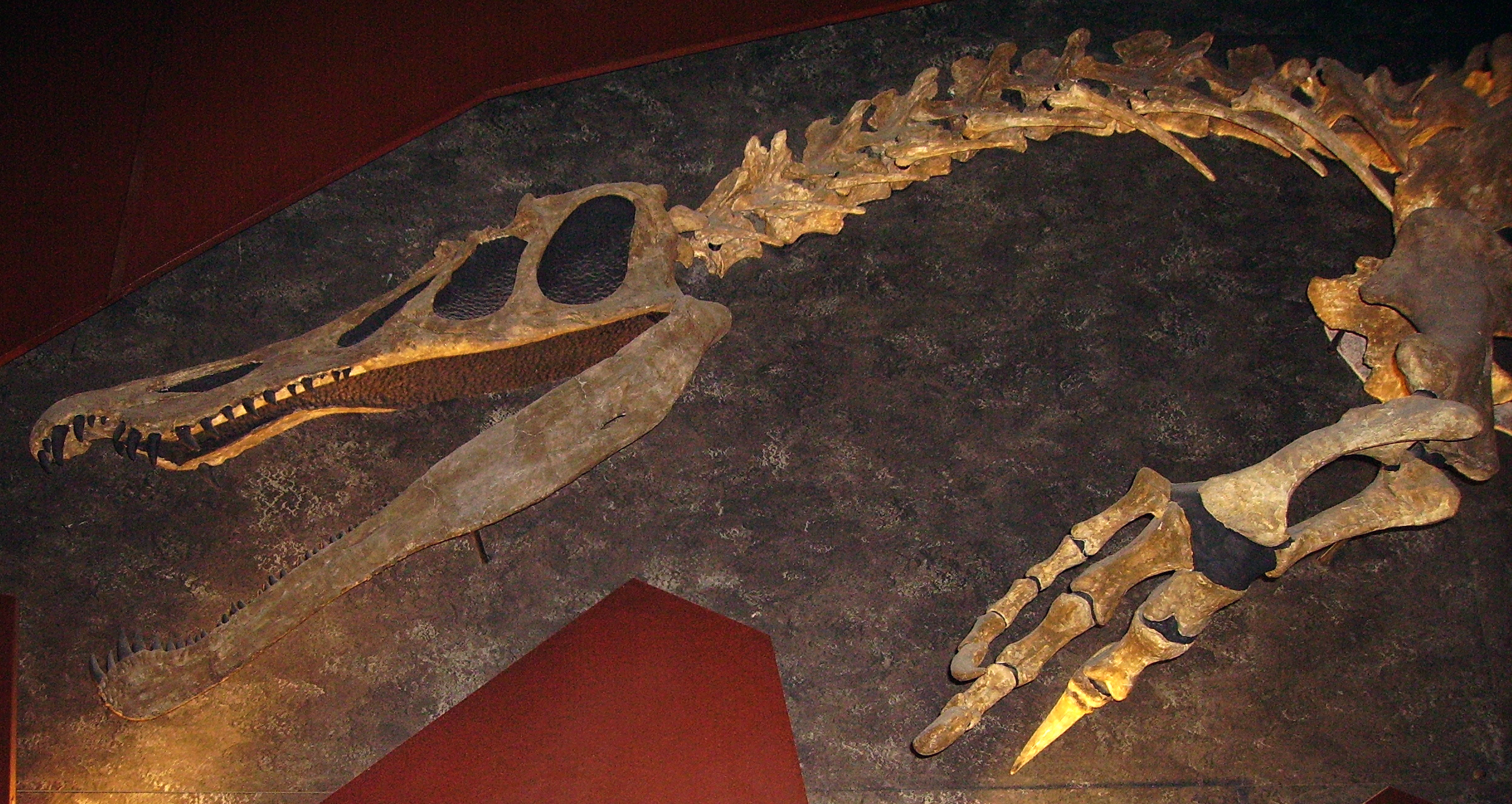
Esqueleto de Baryonyx en el Museo de Historia Natural de Londres.

El 7 de enero de 1983, el aficionado cazador de fósiles William J. Walker descubrió una gran garra, un hueso de falange y parte de una costilla en el Pozo Smokejacks, un pozo de arcilla cerca de Ockley en Surrey, Inglaterra. Faltaba la punta de la garra, pero Walker la encontró una semana después. Los paleontólogos británicos Alan J. Charig y Angela C. Milner examinaron los hallazgos en el Museo de Historia Natural de Londres y encontraron más huesos en el sitio el 7 de febrero, pero el esqueleto entero no pudo ser recogido hasta mayo y junio debido a las condiciones en el hoyo. Un equipo de ocho miembros del personal del museo y varios voluntarios excavaron dos toneladas de matriz. Walker donó la garra al museo, Y la Ockley Brick Company, dueños de la fosa), donaron el resto del esqueleto y proveyeron equipo. El área había sido explorada por 200 años, pero jamás se había encontrado algo similar. Estos publicaron su descripción del espécimen-tipo en 1986 y le dieron el nombre de Baryonyx walkeri a la nueva especie en honor de Walker. Se recuperó alrededor del 70% del esqueleto, incluido el cráneo. Esto permite a los paleontólogos realizar numerosas deducciones sobre Baryonyx a partir de este ejemplar. El esqueleto se encuentra en exhibición en el Museo de Historia Natural de Londres.

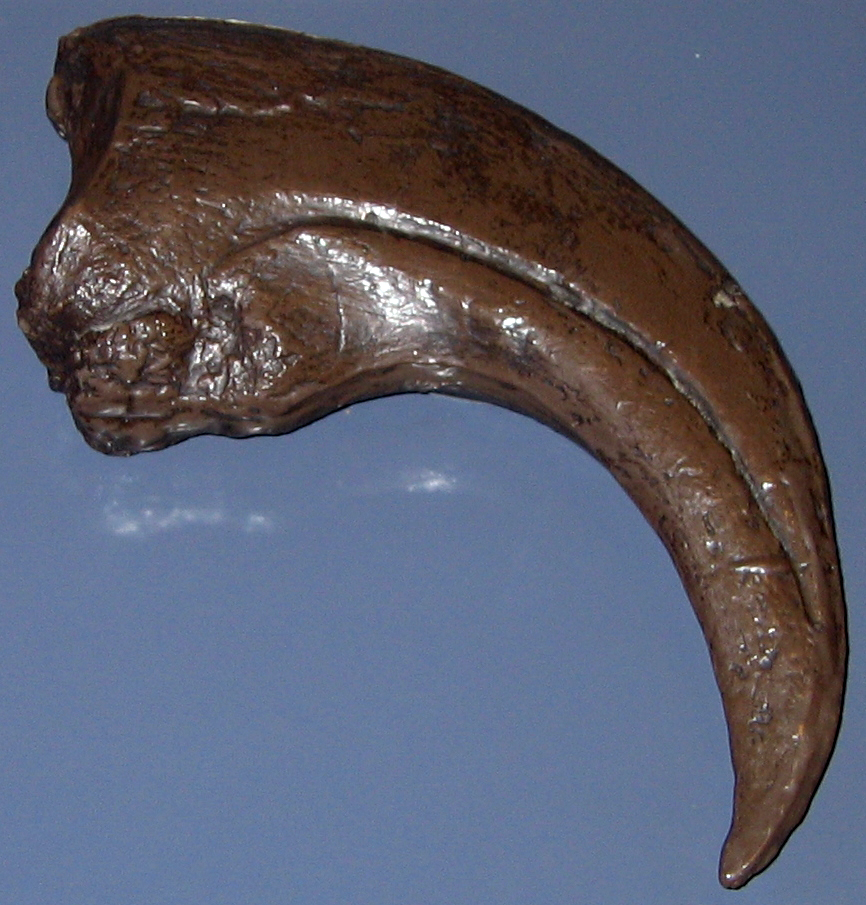
Réplica de la garra del holotipo, Palacio del Descubrimiento, París.

La mayoría de los huesos recogidos estaban encerrados en nódulos de limolita rodeados de arena fina y limo, y el resto reposaba en arcilla. Los huesos estaban desarticulados y dispersos en un área de 5 x 2 metros, pero la mayoría no estaban lejos de sus posiciones naturales. La posición de algunos huesos fue perturbada por un bulldozer, y algunos fueron rotos por el equipo mecánico antes de que fueran recogidos. La preparación del espécimen fue difícil debido a la dureza de la matriz de limolita y a la presencia de siderita. Se intentó la preparación con ácido, pero la mayor parte de la matriz se eliminó mecánicamente. El esqueleto consistía en huesos parciales del cráneo, dientes, vértebras cervicales, dorsales y caudales, costillas, esternón,; coracoides, brazo y huesos de la mano, garras, huesos de la cadera y de las piernas.  El número original del espécimen era BMNH R9951, pero fue re-catalogado más adelante como NHMUK VP R9951.
En 1986, Charig y Milner hicieron del esqueleto el espécimen holotipo de un nuevo género y especie, Baryonyx walkeri. El nombre del género deriva del griego antiguo, Βαρύς, barys, "pesado" o "fuerte" y ὄνυξ, onyx, significa "garra". El nombre específico honra a Walker, por descubrir el espécimen. En ese momento, los autores no sabían si la gran garra pertenecía a la mano o al pie, como en los dromeosaurios, lo que entonces se suponía que era. Debido al trabajo en curso sobre los huesos, 70 por ciento habían sido preparados en ese momento, llamaron a su artículo preliminar y prometieron una descripción más detallada en una fecha posterior. Baryonyx fue el primer terópodo cretáceo temprano grande encontrado en cualquier parte del mundo en ese momento. Antes del descubrimiento de Baryonyx el último terópodo significativa se encontró en el Reino Unido fue Eustreptospondylus en 1871, y en una entrevista de 1986 Charig llama Baryonyx "el mejor hallazgo del siglo" en Europa. Fue ampliamente destacados en medios internacionales, y su descubrimiento fue objeto de un documental de la BBC en 1987 . Baryonyx fue apodado "Garras" por los periodistas que lo copiaron del título de la película Jaws. El esqueleto está montado en el Museo de Historia Natural de Londres , y en 1997 Charig y Milner publicaron una monografía que describe el esqueleto del holotipo en detalle.

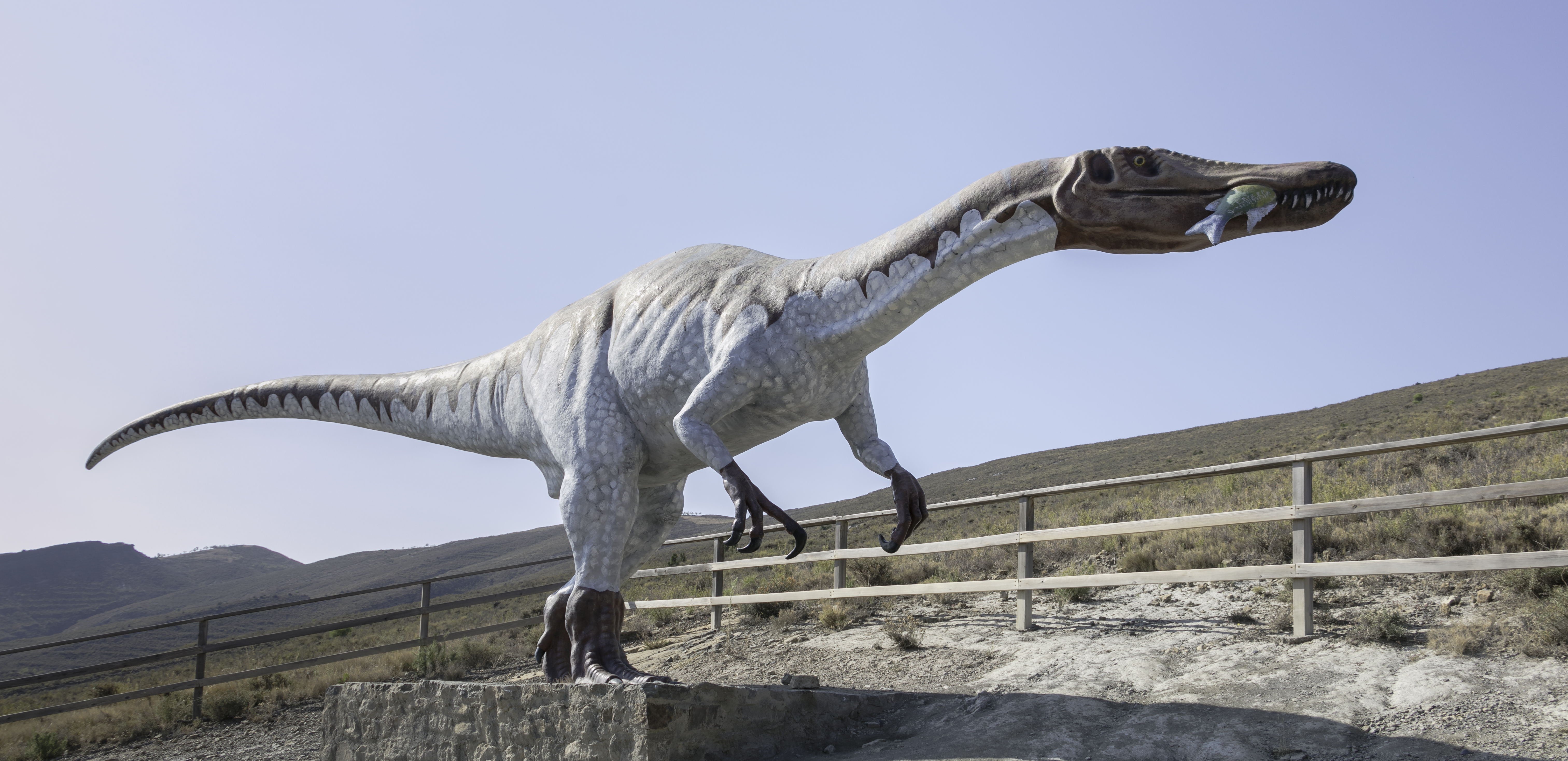
Modelo de Baryonyx en los yacimientos de Igea

Fósiles de otras partes del Reino Unido y la península ibérica, en su mayoría dientes aislados, han sido posteriormente atribuidos a Baryonyx o animales similares. Dientes y huesos aislados de la Isla de Wight, incluyendo huesos de la mano y una vértebra, se han atribuido a este género. En 1995, La sociedad de ciencias de Aranzadi dio anuncio en San Sebastián que había identificado el resto de mandíbula, el maxilar izquierdo, de un dinosaurio terópodo, identificado al de un Baryonyx, encontrado en Igea, La Rioja, España.
En 1999 se recuperó un huesos postorbital, escamosal, un diente, restos vertebrales, metacarpianos y una falange del depósito de la Sala de los Infantes en la Provincia de Burgos, España, los cuales fueron atribuidos a un Baryonyx inmaduro, aunque algunos de estos elementos son desconocidos en el holotipo, y las icnitas de dinosaurios cerca de Burgos han sido identificados como los de Baryonyx o un terópodo similar. En 2011 se atribuyó a Baryonyx el espécimen ML1190 de la Formación Papo Seco en Boca do Chapim, Portugal, con un dentario fragmentario, dientes, vértebras, costillas, huesos de cadera, escápula y hueso de falange, los restos ibéricos más completos del animal. Los elementos esqueléticos de este espécimen también están representados en el más completo holotipo NHM R9951, excepto para las vértebras de cuello medio.
Posteriormente, en 2022, se empezaron a reclasificar los restos de los Baryonyx ibéricos, dando como resultado la publicación de un nuevo espinosáurido en Portugal, el Iberospinus natarioi descrito por los paleontólogos Darío Estraviz López y Mateus. En España los restos de Baryonyx empezaron el mismo año a ser reclasificados a Baryonychinae indet, sin embargo, el 24 de marzo de 2023, en una conferencia dada por paleontólogos de excavaciones de La Rioja (España), mostraron un brazo casi completo de un espinosáurido que según lo declarado, se trataría de uno distinto a Baryonyx, en dicha conferencia se mencionó que la pata asignada a Baryonyx en la misma zona, tampoco habría sido de un Baryonyx walkeri.
Los autores de un artículo de 2002 sobre el espinosáurido Irritator propusieron que Suchomimus tenerensis es lo suficientemente parecido a B. walkeri para ser considerado una especie dentro del mismo género, como B. tenerensis, y sugirieron que Suchomimus era idéntico a Cristatusaurus, ambos de la Formación Elrhaz de Níger. De aproximadamente 9,5 metros y 2,5 toneladas, Suchomimus era más grande que Baryonyx. En un resumen de la conferencia de 2004, los paleontólogos Steve Hutt y Penny Newbery apoyaron esta opinión basándose en una gran vértebra de terópodo de la Isla de Wight que atribuyeron a Baryonyx. Esto indicaba que las vértebras de los dos géneros eran más parecidas de lo que se pensaba anteriormente. Sin embargo estudios posteriores han mantenido los géneros separados.

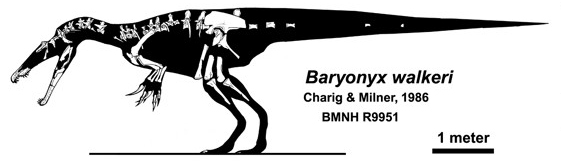
Restauración esquelética del espécimen holotipo de Baryonyx.

En un artículo de 2003, Milner señaló que los dientes de Baryonyx eran muy similares a los del género Suchosaurus y sugirió que sus restos representaban el mismo animal. Las especies tipo del género, S. cultridens, fue nombrado en 1841 basándose en dientes del Bosque Tilgate en Sussex. Una segunda especie, S. girardi, fue nombrada en 1897 basada en fragmentos de mandíbula y un diente de Boca do Chapim.
En 2007 Buffetaut consideró los dientes de S. girardi muy similares a los de Baryonyx y S. cultridens excepto por el desarrollo más fuerte de las costillas de la corona, sugiriendo que los restos pertenecían al mismo género. Buffetaut estuvo de acuerdo con Milner en que los dientes de S. cultridens eran casi idénticos a los de B. walkeri , pero con una superficie ribeteada. El taxón anterior podría ser un sinónimo más antiguo de este último ya que fue publicado primero, dependiendo de si las diferencias estaban dentro de un taxón o entre taxones diferentes. Según Buffetaut, puesto que el espécimen del holotipo de S. cultridens es un diente gastado y el de B. walkeri es un esqueleto sería más práctico conservar el nombre más nuevo. En 2011, el paleontólogo portugués Octávio Mateus y sus colegas coincidieron en que los especímenes holotípicos de Suchosaurus estaba estrechamente relacionado con Baryonyx, pero consideró ambas especies en el antiguo género dudosos ya que sus no son considerados diagnósticos, carentes de rasgos distintivos y no puede ser definitivamente igualado con otros taxones.

## Clasificación
En su descripción original, Charig y Milner encontraron a Baryonyx lo bastante único como para justificar una nueva familia de dinosaurios terópodos, Baryonychidae. Ellos encontraron que Baryonyx era diferente de cualquier otro grupo de terópodos y se consideró la posibilidad de que fuera un tecodonto, debido a rasgos aparentemente primitivos, pero señaló que la articulación del maxilar y premaxilar era similar a la de Dilophosaurus. También señalaron que dos hocicos fragmentarios de Níger, asignados a la familia Spinosauridae por el paleontólogo francés Philippe Taquet en 1984, parecieron set casi idénticos a los de Baryonyx y los referían a Baryonychidae en su lugar. En 1988, El paleontólogo americano Gregory S. Paul estuvo de acuerdo con Taquet en que Spinosaurus, descrito en 1915 a partir de restos fragmentarios de Egipto que fueron destruidos en la Segunda Guerra Mundial y Baryonyx eran similares y debido a sus hocicos posiblemente dilofosáuridos sobrevivientes tardíos. El paleontólogo francés Eric Buffetaut también apoyó esta relación en 1989. En 1990 Charig y Milner rechazaron las afinidades de Spinosaurio y Baryonyx, ya que no encontraron sus restos lo suficientemente similares.

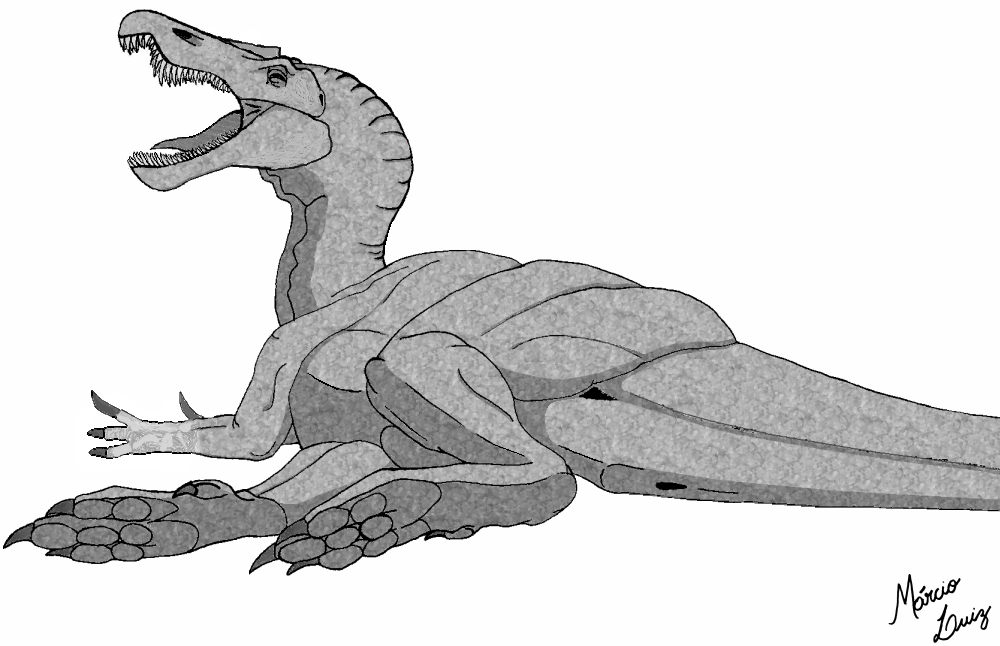
Restauración de un Baryonyx despertando.

Los descubrimientos de los años noventa arrojaron más luz sobre las relaciones de Baryonyx y sus familiares. Un hocico de Marruecos se remitió a Spinosaurus e Irritator de Brasil fue nombrado en 1996. Dos años más tarde, los fragmentos de hocico de Níger se llamaron Cristatusaurus, y Suchomimus fue nombrado a partir de un esqueleto parcial de ese mismo país. En la descripción de Suchomimus, Sereno y sus colegas lo colocaron junto a Baryonyx en la nueva subfamilia Baryonychinae dentro de Spinosauridae. Otros miembros del grupo se colocaron en la subfamilia Spinosaurinae. También se unieron los espinosáuridos y sus parientes más cercanos en la superfamilia Spinosauroidea, pero en 2010 Roger Benson consideran esto un sinónimo más moderno de Megalosauroidea, un nombre más antiguo. El espécimen del holotipo de B. walkeri sigue siendo el esqueleto del espinosáurido más completamente conocido.

### Filogenia
El cladograma siguiente muestra la posición de Baryonyx dentro de Spinosauridae, según Barker y colegas, 2021. En esta nueva disposición el estado de Irritator no se ve concretado, pero se considera unmiembro derivado de Spinosaurinae.
|  | Ichthyovenator   |
|  |                  |
|  | Sigilmassasaurus |
|  |                  |
|  | Irritator ?      |
|  |                  |

|  | Spinosaurus |
|  |             |
|  | Irritator ? |
|  |             |

|  | Ichthyovenator   |
|  |                  |
|  | Sigilmassasaurus |
|  |                  |
|  | Irritator ?      |
|  |                  |

|  | Spinosaurus |
|  |             |
|  | Irritator ? |
|  |             |

|  | Ichthyovenator   |
|  |                  |
|  | Sigilmassasaurus |
|  |                  |
|  | Irritator ?      |
|  |                  |

|  | Spinosaurus |
|  |             |
|  | Irritator ? |
|  |             |

|  | Ichthyovenator   |
|  |                  |
|  | Sigilmassasaurus |
|  |                  |
|  | Irritator ?      |
|  |                  |

|  | Spinosaurus |
|  |             |
|  | Irritator ? |
|  |             |

|  | Suchomimus                                                      |
|  |                                                                 |
|  | \| \| Ceratosuchops \| \| \| \| \| \| Riparovenator \| \| \| \| |
|  |                                                                 |
|  | Ceratosuchops                                                   |
|  |                                                                 |
|  | Riparovenator                                                   |
|  |                                                                 |

|  | Ceratosuchops |
|  |               |
|  | Riparovenator |
|  |               |

|  | Suchomimus                                                      |
|  |                                                                 |
|  | \| \| Ceratosuchops \| \| \| \| \| \| Riparovenator \| \| \| \| |
|  |                                                                 |
|  | Ceratosuchops                                                   |
|  |                                                                 |
|  | Riparovenator                                                   |
|  |                                                                 |

|  | Ceratosuchops |
|  |               |
|  | Riparovenator |
|  |               |

|  | Suchomimus                                                      |
|  |                                                                 |
|  | \| \| Ceratosuchops \| \| \| \| \| \| Riparovenator \| \| \| \| |
|  |                                                                 |
|  | Ceratosuchops                                                   |
|  |                                                                 |
|  | Riparovenator                                                   |
|  |                                                                 |

|  | Ceratosuchops |
|  |               |
|  | Riparovenator |
|  |               |

|  | Suchomimus                                                      |
|  |                                                                 |
|  | \| \| Ceratosuchops \| \| \| \| \| \| Riparovenator \| \| \| \| |
|  |                                                                 |
|  | Ceratosuchops                                                   |
|  |                                                                 |
|  | Riparovenator                                                   |
|  |                                                                 |

|  | Ceratosuchops |
|  |               |
|  | Riparovenator |
|  |               |

El siguiente cladograma muestra un análisis de 2010 muestra la posición de Baryonyx dentro de la superfamilia Megalosauroidea.

|  | Marshosaurus                                                      |
|  |                                                                   |
|  | \| \| Condorraptor \| \| \| \| \| \| Piatnitzkysaurus \| \| \| \| |
|  |                                                                   |
|  | Condorraptor                                                      |
|  |                                                                   |
|  | Piatnitzkysaurus                                                  |
|  |                                                                   |

|  | Condorraptor     |
|  |                  |
|  | Piatnitzkysaurus |
|  |                  |

|  | Marshosaurus                                                      |
|  |                                                                   |
|  | \| \| Condorraptor \| \| \| \| \| \| Piatnitzkysaurus \| \| \| \| |
|  |                                                                   |
|  | Condorraptor                                                      |
|  |                                                                   |
|  | Piatnitzkysaurus                                                  |
|  |                                                                   |

|  | Condorraptor     |
|  |                  |
|  | Piatnitzkysaurus |
|  |                  |

|  | Chuandongocoelurus |
|  |                    |
|  | Monolophosaurus    |
|  |                    |

|  | Baryonyx   |
|  |            |
|  | Suchomimus |
|  |            |

|  | Irritator   |
|  |             |
|  | Spinosaurus |
|  |             |

|  | Baryonyx   |
|  |            |
|  | Suchomimus |
|  |            |

|  | Irritator   |
|  |             |
|  | Spinosaurus |
|  |             |

|  | Baryonyx   |
|  |            |
|  | Suchomimus |
|  |            |

|  | Irritator   |
|  |             |
|  | Spinosaurus |
|  |             |

|  | Baryonyx   |
|  |            |
|  | Suchomimus |
|  |            |

|  | Irritator   |
|  |             |
|  | Spinosaurus |
|  |             |

|  | Chuandongocoelurus |
|  |                    |
|  | Monolophosaurus    |
|  |                    |

|  | Baryonyx   |
|  |            |
|  | Suchomimus |
|  |            |

|  | Irritator   |
|  |             |
|  | Spinosaurus |
|  |             |

|  | Baryonyx   |
|  |            |
|  | Suchomimus |
|  |            |

|  | Irritator   |
|  |             |
|  | Spinosaurus |
|  |             |

|  | Baryonyx   |
|  |            |
|  | Suchomimus |
|  |            |

|  | Irritator   |
|  |             |
|  | Spinosaurus |
|  |             |

|  | Baryonyx   |
|  |            |
|  | Suchomimus |
|  |            |

|  | Irritator   |
|  |             |
|  | Spinosaurus |
|  |             |

|  | Marshosaurus                                                      |
|  |                                                                   |
|  | \| \| Condorraptor \| \| \| \| \| \| Piatnitzkysaurus \| \| \| \| |
|  |                                                                   |
|  | Condorraptor                                                      |
|  |                                                                   |
|  | Piatnitzkysaurus                                                  |
|  |                                                                   |

|  | Condorraptor     |
|  |                  |
|  | Piatnitzkysaurus |
|  |                  |

|  | Marshosaurus                                                      |
|  |                                                                   |
|  | \| \| Condorraptor \| \| \| \| \| \| Piatnitzkysaurus \| \| \| \| |
|  |                                                                   |
|  | Condorraptor                                                      |
|  |                                                                   |
|  | Piatnitzkysaurus                                                  |
|  |                                                                   |

|  | Condorraptor     |
|  |                  |
|  | Piatnitzkysaurus |
|  |                  |

|  | Chuandongocoelurus |
|  |                    |
|  | Monolophosaurus    |
|  |                    |

|  | Baryonyx   |
|  |            |
|  | Suchomimus |
|  |            |

|  | Irritator   |
|  |             |
|  | Spinosaurus |
|  |             |

|  | Baryonyx   |
|  |            |
|  | Suchomimus |
|  |            |

|  | Irritator   |
|  |             |
|  | Spinosaurus |
|  |             |

|  | Baryonyx   |
|  |            |
|  | Suchomimus |
|  |            |

|  | Irritator   |
|  |             |
|  | Spinosaurus |
|  |             |

|  | Baryonyx   |
|  |            |
|  | Suchomimus |
|  |            |

|  | Irritator   |
|  |             |
|  | Spinosaurus |
|  |             |

|  | Chuandongocoelurus |
|  |                    |
|  | Monolophosaurus    |
|  |                    |

|  | Baryonyx   |
|  |            |
|  | Suchomimus |
|  |            |

|  | Irritator   |
|  |             |
|  | Spinosaurus |
|  |             |

|  | Baryonyx   |
|  |            |
|  | Suchomimus |
|  |            |

|  | Irritator   |
|  |             |
|  | Spinosaurus |
|  |             |

|  | Baryonyx   |
|  |            |
|  | Suchomimus |
|  |            |

|  | Irritator   |
|  |             |
|  | Spinosaurus |
|  |             |

|  | Baryonyx   |
|  |            |
|  | Suchomimus |
|  |            |

|  | Irritator   |
|  |             |
|  | Spinosaurus |
|  |             |

## Paleobiología

### Dieta y alimentación
En 1986 Charig y Milner fueron los primeros en sugerir que su hocico alargado con muchos dientes finamente dentadas indicaba que Baryonyx que su dieta era piscívora, especulando que agachado en una orilla del río y utilizando su garra de garfio sacaba los peces del agua, similar a la Oso grizzly moderno. En 1984, Taquet señaló que los hocicos de los espinosáuridos de Níger eran similares a los del gavial moderno y sugirió un comportamiento similar a las garzas o cigüeñas. En 1997 Charig y Milner rechazaron su propuesta inicial de que la articulación entre el premaxilar y el maxilar era móvil. En 1987 Andrew Kitchener disputó el comportamiento piscívoro de Baryonyx y sugirió que habría sido un carroñero, usando su largo cuello para alimentarse en el suelo, sus garras para romper en un cadáver, y su hocico largo, con fosas nasales lejos para respirar, para investigar la cavidad del cuerpo. Kitchener argumentó que las mandíbulas y los dientes de Baryonyx eran demasiado débiles para matar a otros dinosaurios y demasiado pesados para capturar peces, con demasiadas adaptaciones para pescar. Según R.E.H. Reid, una carroñero se habría alimentado que había sido destruida por su depredador y que grandes animales, como los osos grizzly, son capaces de pescar al menos en aguas poco profundas.
En 1997, Charig y Milner demostraron evidencia dietética directa en la región estomacal del holotipo de B. walkeri. La primera evidencia de dieta piscívora en un dinosaurio terópodo son escamas dañada por el ácido estomacal y dientes del común pescado Scheenstia mantelli, clasificado entonces en el género Lepidotes, y restos de huesos de un Iguanodon joven. También se encontró un aparente gastrolito, piedra de molleja. También presentaron evidencias circunstanciales de alimentación piscívora, tales como adaptaciones parecidas a cocodrilos para atrapar y tragar presas, mandíbulas largas y estrechas con su "rosetón terminal", similares a las de un gavial, y la punta y muesca del hocico hacia abajo. En su opinión, estas adaptaciones sugieren que Baryonyx habría capturado peces de tamaño pequeño a mediano a la manera de un cocodrilo, agarrándolos con la muesca del hocico, dando a los dientes una "función de puñalada", inclinando la cabeza hacia atrás y tragándolos desde la cabeza. A los peces más grandes los romperían con las garras. Los dientes de la mandíbula inferior eran más pequeños, más abarrotados y numerosos que los de la mandíbula superior, pudo haber ayudado al animal a agarrar el alimento. Charig y Milner sostenían que Baryonyx habría comido principalmente peces, aunque también habría sido un depredador activo y un carroñero oportunista, pero no estaba equipado para ser un superpredador como Allosaurus. Sugirieron que Baryonyx usó principalmente sus antebrazos y garras grandes para atrapar, matar y desgarrar presas más grandes.

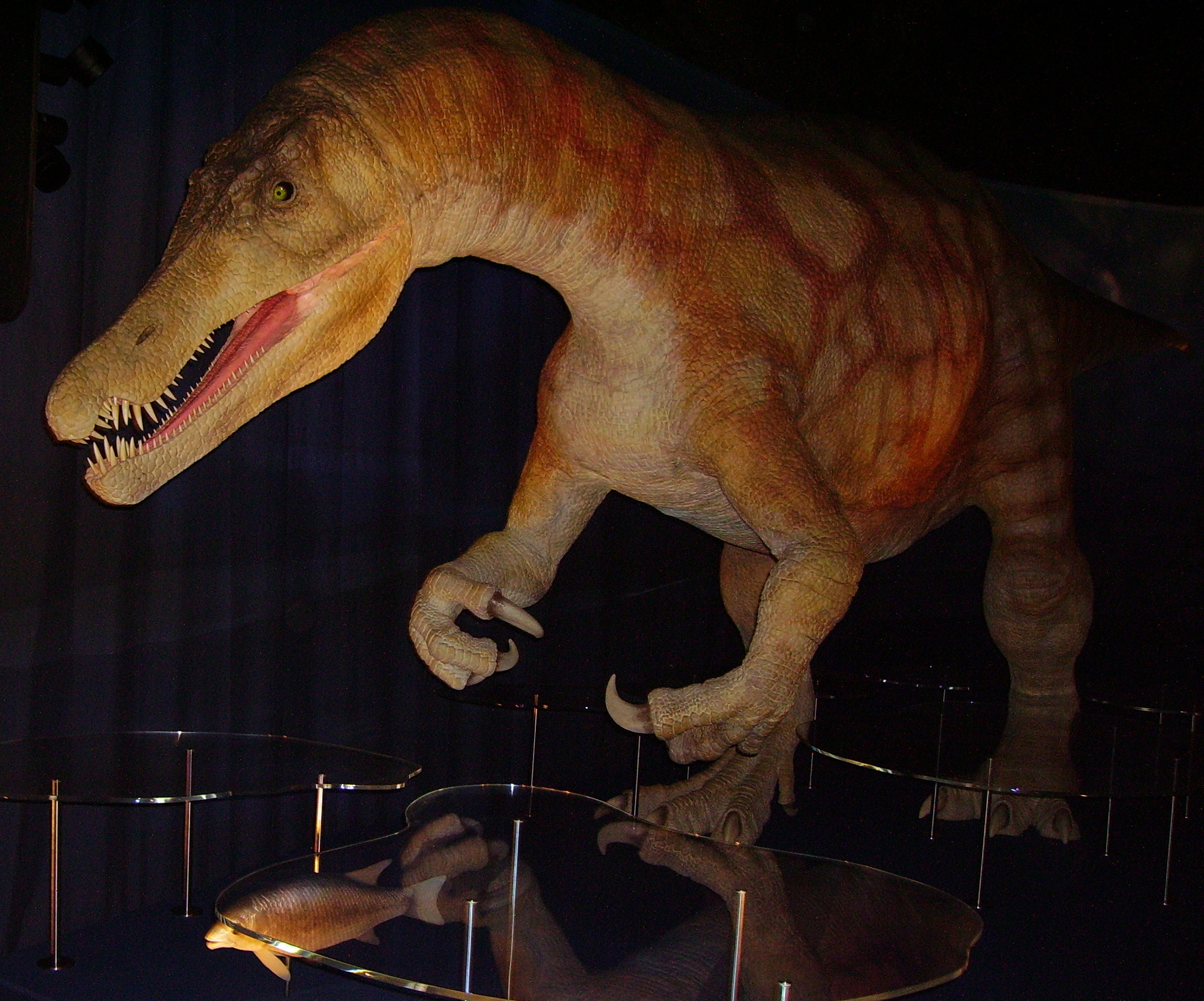
Un modelo animatrónico de Baryonyx cazando a un Lepidotes.

En 2004, una vértebra del cuello de un pterosaurio de Brasil con un diente de un espinosáurido incrustado en ella confirmó que estos últimos no eran exclusivamente piscívoros.  Un análisis de elementos finitos de 2007 de un escáner CT exploró los hocicos indicó que la biomecánica de Baryonyx eran más similares a los de la gavial y a diferencia de los del cocodrilo americano y terópodos más convencionales, el apoyo a una dieta piscívora para los espinosáuridos. Su paladar secundario les ayudó a resistir la flexión y torsión de sus hocicos tubulares. Un estudio de la teoría del haz de 2013 comparó la biomecánica de los hocicos de espinosáuridos escaneados por CT con los de los cocodrilos existentes y encontró los hocicos de Baryonyx y Spinosaurus similares en su resistencia a la flexión y torsión. Se encontró que Baryonyx tenía relativamente alta resistencia en el hocico a la flexión dorsoventral en comparación con Spinosaurus y el gavial. Los autores concluyeron, en contraste con el estudio de 2007, que Baryonyx funcionaba de manera diferente que el gavial. Los espinosáuridos no eran piscívoros exclusivos, y su dieta se determinaba por su tamaño individual.
Un estudio de 2016 encontró que los espinosáuridos adultos podrían desplazar lateralmente sus ramas mandibulares, mitades de la mandíbula inferior, cuando la mandíbula estaba deprimida, lo que permitió ampliar la faringe, abertura que conduce de la garganta al estómago. Esta articulación de la mandíbula es similar a la observada en pterosaurios y pelícanos vivos, y también habría permitido que los espinosáuridos tragaran presas grandes como peces y otros animales. Otro estudio de 2016 encontró que las mandíbulas de los espinosáuridos eran convergentes con las de los lucio. Estos peces también tienen mandíbulas comprimidas lateralmente, mientras que las mandíbulas de los cocodrilos se comprimen de arriba abajo, un hocico alargado con una "rosetón terminal" que lleva dientes dilatados, y una muesca detrás de la roseta con dientes más pequeños. Probablemente, este tipo de mandíbulas evolucionó para atrapar presas en ambientes acuáticos con poca luz y puede haber ayudado en la detección de presas.

### Movimiento y hábitos acuáticos
En su descripción original, Charig y Milner no consideraban a Baryonyx como acuático, debido a que sus fosas nasales estaban en los lados de su hocico, lejos de la punta, y la forma del esqueleto post-craneal, pero pensaba que era capaz de nadar, como la mayoría de los vertebrados terrestres. Se especuló que el cráneo alargado, el cuello largo y el húmero fuerte de Baryonyx indicaban que el animal era un cuadrúpedo facultativo, caso único entre los terópodos. En su artículo de 1997 no encontraron ningún apoyo esquelético para esto, pero sostuvieron que los miembros anteriores hubieran sido lo suficientemente fuertes para una postura cuadrúpeda y probablemente habrían atrapado a presas acuáticas mientras se agazapaban en cuatro patas cerca o en el agua. Una redescripción 2014 de Spinosaurus basada en nuevos restos sugiere que era un cuadrúpedo, basado en su centro anterior de masa corporal. Los autores hallaron que la cuadrupedatura era poco probable para Baryonyx, ya que las piernas más conocidas de Suchomimus estrechamente relacionados no apoyaban esta postura.
En 2017, David E. Hone y Thomas R. Holtz señalaron que, al igual que otros terópodos, no había razón para creer que los miembros anteriores de Baryonyx fueran capaces de pronar, y por lo tanto ser capaz de descansar o caminar sobre sus palmas. Descansar o usar los miembros anteriores para la locomoción pudo haber sido posible, como lo indican las huellas de un terópodo en reposo, pero si esto era la norma, los miembros anteriores probablemente habrían mostrado adaptaciones para esto. Hone y Holtz sugirieron además que los miembros delanteros de los espinosáuridos no parecen óptimos para atrapar presas, sino que parecen similares a los miembros anteriores de los animales excavadores. Sugirieron que la capacidad de cavar habría sido útil al excavar nidos, cavar para buscar agua, o para llegar a algún tipo de presa. Hone y Holtz también creyeron que los espinosáuridos habrían vadeado y sumergido en agua más bien que sumergirse, debido a lo disperso de las adaptaciones acuáticas.
Un estudio de 2010 propuso que los espinosáuridos eran semiacuáticos, basados en la composición isotópica de oxígeno de dientes de espinosáuridos de todo el mundo en comparación con la de otros terópodos y animales existentes. Los espinosauridos probablemente pasaban gran parte del día en el agua, como los cocodrilos y los hipopótamos, y tenían una dieta similar a los primeros. Ambos eran depredadores oportunistas. Dado que la mayoría de los espinosáuridos no parecen tener adaptaciones anatómicas para un estilo de vida acuático, los autores propusieron que la inmersión en el agua era un medio de termorregulación similar al de los cocodrilos y los hipopótamos. Los espinosáuridos también pueden haberse convertido en hábitats acuáticos y piscívoro para evitar la competencia con terópodos más terrestres.
Un estudio histológico de líneas de crecimiento realizado en 2017 encontró que el espécimen de Baryonyx portugués había muerto entre la edad de 23 y 25 años y estaba cerca de su tamaño máximo y madurez esquelética. Esto contradice una edad más temprana indicada por las suturas neurocentrales que no se funden, y la presencia de ambas características maduras y sub-adultas puede ser debido a la pedomorfosis, donde los rasgos juveniles se mantienen en la edad adulta. Los rasgos pedomórficos pueden estar relacionados con la locomoción de la natación, como se ha sugerido en otros animales extintos que se piensa que han sido acuáticos, tales como los plesiosaurios y temnospóndilos. El estudio también encontró que el animal había alcanzado la madurez sexual a la edad de 13 a 15 años, debido a una disminución en la tasa de crecimiento en este punto.

## Paleoecología
Durante el Cretácico temprano, el primitivo Lago Wealden cubría la mayor parte de lo que ahora es el norte de Europa. Las llanuras aluvionales y los deltas de los ríos que discurrían por las tierras más altas de lo que ahora es Londres desembocaban aquí. Baryonyx fue descubierto en estos antiguos deltas.

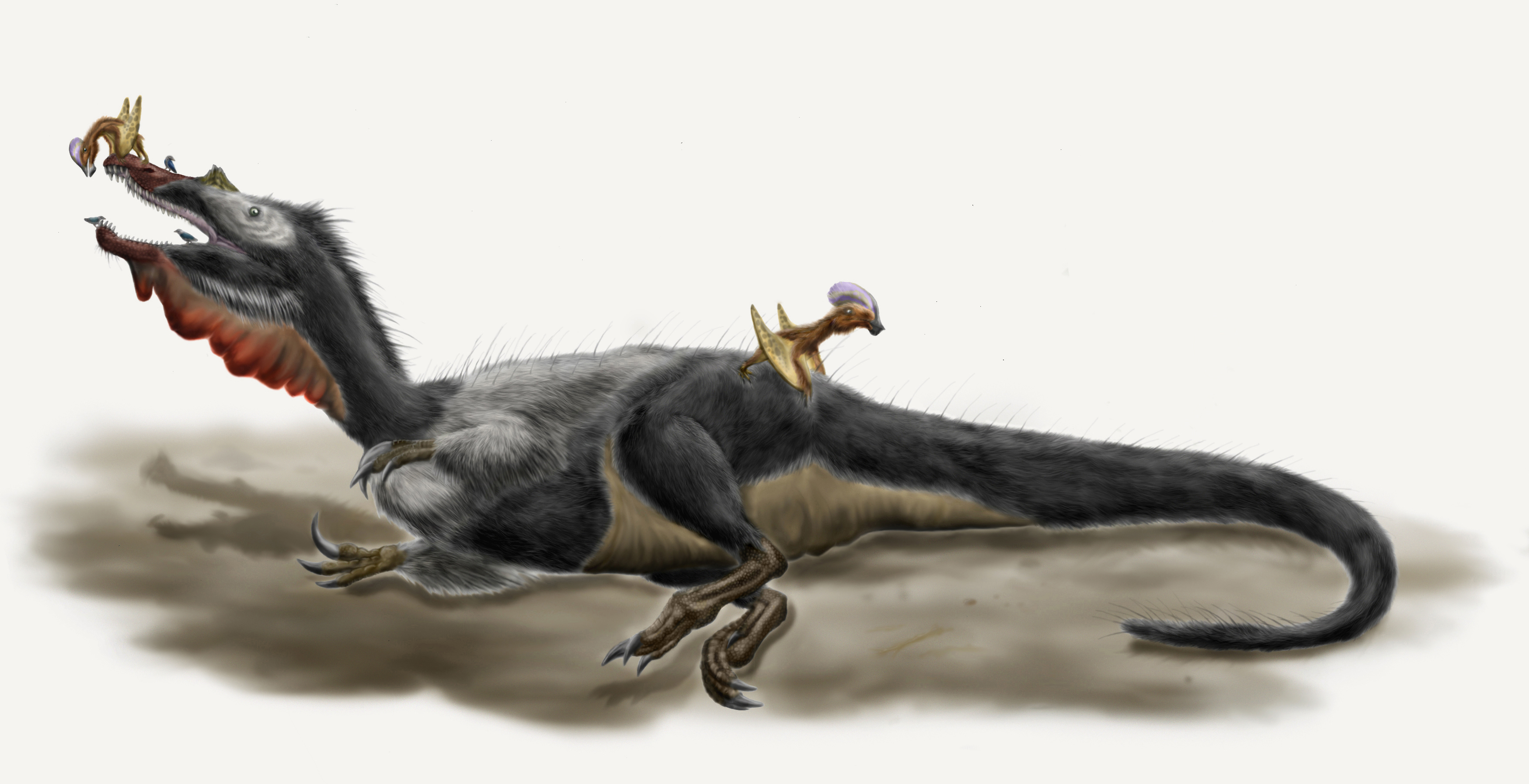
Un Baryonyx walkeri estableciendo una relación simbiótica, tomando el sol mientras que el pterosaurio Europejara y el ave Iberomesornis le ayudan removiéndole parásitos y trozos de carne.

La formación de la arcilla de Weald consiste en sedimentos van desde el Hauteriviano, arcilla inferior de Weald a Barremiano, arcilla alta de Weald, aproximadamente entre 130-125 millones de años. El holotipo de B. walkeri se encontró en esta última, arcilla que representa agua inmóvil no marina, que se ha interpretado como un ambiente fluvial o de lodo con aguas poco profundas, lagunas y pantanos. Durante el cretácico temprano, el área de Weald en Surrey, Sussex, Kent fue cubierta en parte por el gran lago Wealden, de agua dulce a salobre. Dos grandes ríos drenaron la zona norte, donde ahora se encuentra Londres, Fluyendo en el lago a través de un delta de río. La cuenca de Anglo-París estaba en el sur. Su clima era subtropical, similar a la región mediterránea actual. Dado que el pozo Smokejacks consiste en diferentes niveles estratigráficos, los taxones fósiles encontrados no son necesariamente contemporáneos. Los dinosaurios de la localidad incluyen los ornitópodos Mantellisaurus, Iguanodon, y pequeños saurópodos. Otros vertebrados incluyen tiburones, como Hybodus, peces óseos, incluyendo Scheenstia, cocodrilos y pterosaurios. Miembros de diez órdenes de insectos han sido identificados, Incluyendo Valditermes, Archisphex y Pterinoblattina. Otros invertebrados incluyen ostrácodos, isópodos, concostráceos y bivalvos. Las plantas como Weichselia y la herbácea acuática Bevhalstia, eran comunes. Otras plantas encontradas incluyen helechos, colas de caballo, licopodios y coníferas.

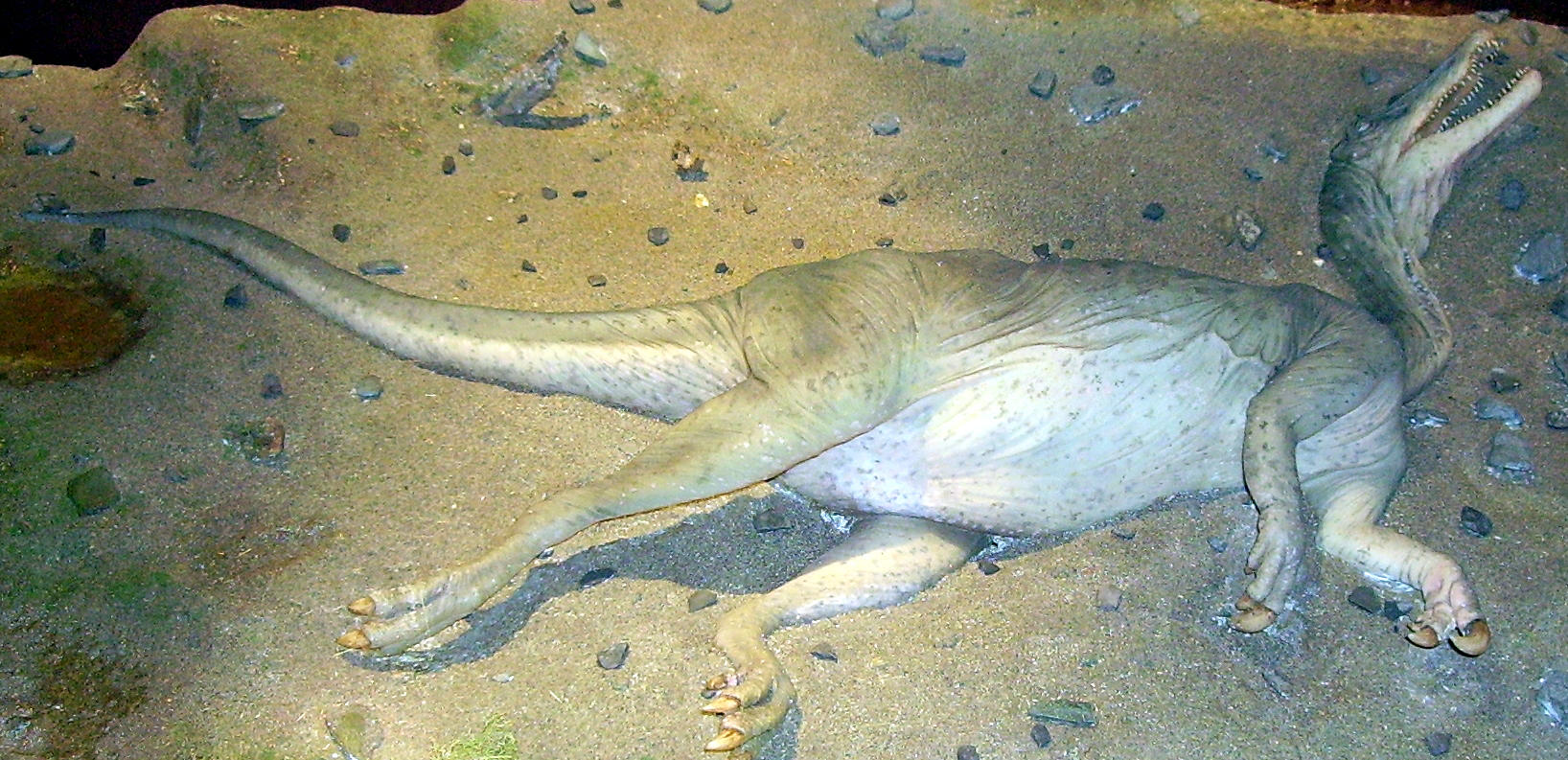
Modelo del cadáver basados en el espécimen holotipo.

Charig y Milner presentaron un posible escenario explicando la tafonomía, cambios durante la fosilización, del espécimen del holotipo de B. walkeri. Los sedimentos de grano fino alrededor del esqueleto, y el hecho de que los huesos fueron encontrados cerca y juntos, elementos del cráneo y del antebrazo en un extremo de la zona de la excavación y la pelvis y miembros de miembro posterior en el otro, indica que el ambiente poco perturbado en el momento de la fosilización y las corrientes de agua no llevaron la carcasa lejos, posiblemente porque el agua era poco profunda. El área donde murió el espécimen parece haber sido adecuada para un animal piscívoro. Puede haber capturado pescado y barrido en la llanura de barro, atascándose antes de morir y terminar enterrado. Puesto que los huesos están bien conservados y no tenían marcas de carroñeros, La carcasa parece haber quedado intacta lo que sugiere que fue rápidamente cubierta por sedimentos. La desarticulación de los huesos puede haber sido el resultado de la descomposición de los tejidos blandos. Partes del esqueleto parecen haber resistido a diferentes grados, quizás porque los niveles de agua cambiaron o los sedimentos cambiaron, exponiendo partes del esqueleto. El cinturón escapular y los huesos de las extremidades anteriores, el dentario y una costilla se rompieron antes de la fosilización, tal vez por pisoteo de grandes animales mientras estaban enterrados. La orientación de los huesos indica que el cadáver yacía sobre su espalda, lo que puede explicar por qué todos los dientes inferiores se habían caído de sus alvéolos y algunos dientes superiores todavía estaban en su lugar.
Otros dinosaurios de la Formación Wessex de la Isla de Wight incluyen los terópodos Neovenator, Aristosuchus, Thecocoelurus, Calamospondylus y Ornithodesmus, además de los espinosaurios Riparovenator y Ceratosuchops. Los ornitópodos Iguanodon, Hypsilophodon y Valdosaurus; Los saurópodos Pelorosaurus y Chondrosteosaurus y el anquilosauriano Polacanthus. La Formación Papo Seco de Portugal, donde se ha identificado Baryonyx, está compuesta de margas, que representan un entorno lagunar. Otros restos de dinosaurios de la zona incluyen fragmentos provisoriamente asignados a Mantellisaurus, un saurópodo macronariano y un megalosáurido. La mayoría de los huesos del espécimen portugués ML1190 estaban dañados, y algunos rasguños pueden ser marcas de pequeños carroñeros. La desarticulación del espécimen indica que fue transportado desde un ambiente más terrestre ya que faltan muchos huesos, pero los hallados estaban muy juntos.